# 大漢堡法案

大漢堡法案併入的地區：
漢堡市
貝格多夫市
此前歸屬漢堡的鄉村地區
阿爾托納市
萬茨貝克市
哈爾堡-威廉姆斯堡市
其他併入的鄉村地區

《大漢堡法案》（德語：Groß-Hamburg-Gesetz），全名《關於大漢堡和其他領土調整的法律》（德語：Gesetz über Groß-Hamburg und andere Gebietsbereinigungen）是一个擴大德國漢堡市管轄面積的法案，由納粹德國政府於1937年1月26日通過。該法案授權漢堡自由市和普魯士自由邦之間交換領土，它於1937年4月1日生效。
除了對漢堡的規定外，該法律造成了吕贝克自由市地位的丧失。法案還將呂貝克自由市的大部分地區納入普魯士的石勒蘇益格-荷爾斯泰因省，同时一些較小的村莊被納入梅克倫堡州。自 1933 年以來，石勒蘇益格-荷爾斯泰因的大区长官就與鄰近的梅克倫堡的大区长官爭奪城市控制權，這構成了勝利。
在《大漢堡法案》之前，呂貝克一直是帝國的一個獨立成員國。 引用了結束這種地位的兩個原因：自從市議會禁止他在 1932 年在那裡競選以來，阿道夫·希特勒就對呂貝克感到厭惡。 此外，呂貝克還構成了給予普魯士對漢堡的損失的部分補償。 除了呂貝克之外，普魯士還獲得了漢堡的領土 Geesthacht，該領土也併入石勒蘇益格-荷爾斯泰因省，以及 Ritzebüttel（包括庫克斯港），併入漢諾威省。